# 1824
| 1824                                          |
| --------------------------------------------- |
| Dødsfald - Fødsler                            |
| • Begivenheder • Litteratur • Musik • Politik |

| Gregoriansk kalender | 1824 MDCCCXXIV          |
| Ab urbe condita      | 2577                    |
| Armensk kalender     | 1273 ԹՎ ՌՄՀԳ            |
| Kinesiske kalender   | 4520 – 4521 癸未 – 甲申 |
| Etiopisk kalender    | 1816 – 1817             |
| Jødisk kalender      | 5584 – 5585             |
| Hindukalendere       |                         |
| - Vikram Samvat      | 1879 – 1880             |
| - Shaka Samvat       | 1746 – 1747             |
| - Kali Yuga          | 4925 – 4926             |
| Iransk kalender      | 1202 – 1203             |
| Islamisk kalender    | 1240 – 1241             |

Året 1824 startede på en torsdag.
Konge i Danmark: Frederik 6. 1808-1839
Se også 1824 (tal)

## Begivenheder
- Udateret
- Joseph Aspin får patent på portlandcement.
- "Forordning om præsternes embede, med hensyn til ægteskab." En ægteskabslovgivning.
- Anders Sandøe Ørsted bliver generalprokurør
- Kingittorsuaq-runestenen findes

### Marts
- 5. marts - efter at en burmesisk hær er gået ind i Bengalen i et forsøg på at fordrive englænderne fra Indien, erklærer Storbritannien officielt krig mod Burma, i den første Burma-krig

### April
- 30. april - en forordning præciserer, at konfirmation er en betingelse for at kunne blive viet og stå fadder

### Oktober
- 4. oktober - Mexico indfører en ny forfatning og bliver en føderal republik

## Født
- 21. januar – Thomas Jonathan Jackson. Amerikansk officer, general i sydstaternes hær under den amerikanske borgerkrig. Død 10. maj 1863.
- 2. marts – Bedrich Smetana, tjekkisk komponist.
- 27. marts – Virginia Louisa Minor, anmerikansk kvindesagsforkæmper. Død 1894.
- 26. juni – William Thomson, skotsk fysiker, matematiker og ingeniør.
- 4. september – Anton Bruckner, østrigsk komponist

## Dødsfald
- 5. februar – Henrich Callisen, dansk læge og kirurg (født 1740).

## Musik
- 7. maj – Beethovens 9. symfoni uropføres i Wien.